# Pisachoides maculipennis
Pisachoides maculipennis är en insektsart som först beskrevs av Schmidt 1928.  Pisachoides maculipennis ingår i släktet Pisachoides och familjen dvärgstritar. Inga underarter finns listade i Catalogue of Life.